# Mučedníci ze Songkhonu
Mučedníci ze Songkhonu (thajsky: มรณสักขีแห่งสองคอน), nebo také thajští mučedníci, jsou skupina sedmi thajských římských katolíků z vesnice Songkhon v okrese Wan Yai v provincii Mukdahan v severovýchodním Thajsku, zabitých pro svoji víru v prosinci roku 1940. Katolická církev je uctívá jako blahoslavené.

## Kontext
V roce 1940 vypukla francouzsko-thajská válka, kterou chtěla bangkokská vláda získat zpět území postoupená mezi koncem 19. a počátkem 20. století kolonialistům francouzské Indočíny. V té době začali být thajští křesťané, obviňovaní ze spolupráce s evropskými nepřáteli, terčem pronásledování.
V Songkhonu, vesnici  na řece Mekong, působila misie vedená francouzským knězem Paulem Figuetem z Pařížské společnosti zahraničních misií, který byl 29. listopadu 1940 vyhoštěn ze země. Místní křesťanská komunita zůstala věrná svému náboženství a nadále žila pod vedením katechety Philipa Siphonga a řeholnic Agnes Phily a Lucie Khambang z kongregace Milovnic svatého Kříže, které učily na zdejší misijní škole.
Aby státní policie donutila vesničany zříci se křesťanství, poslala katechetu Philipu Siphongovi falešný dopis, v němž jej vyzvala, aby se dostavil do Mukdahanu. Byl však zatčen a 16. prosince 1940 zastřelen poblíž řeky Tum Nok, načež policisté nařídili místním obyvatelům, aby jeho tělo ukryli.
Zpráva o katechetově smrti nepřiměla křesťany ze Songkhonu k opuštění své víry, jak četníci doufali. 26. prosince téhož roku tak byly sestry Agnes a Lucia, devětapadesátiletá kuchařka Agatha Phutta a tři mladé ženy Cecilia Butsi, Bibiana Khamphai a Maria Phon odvedeny na vesnický hřbitov a zastřeleny.

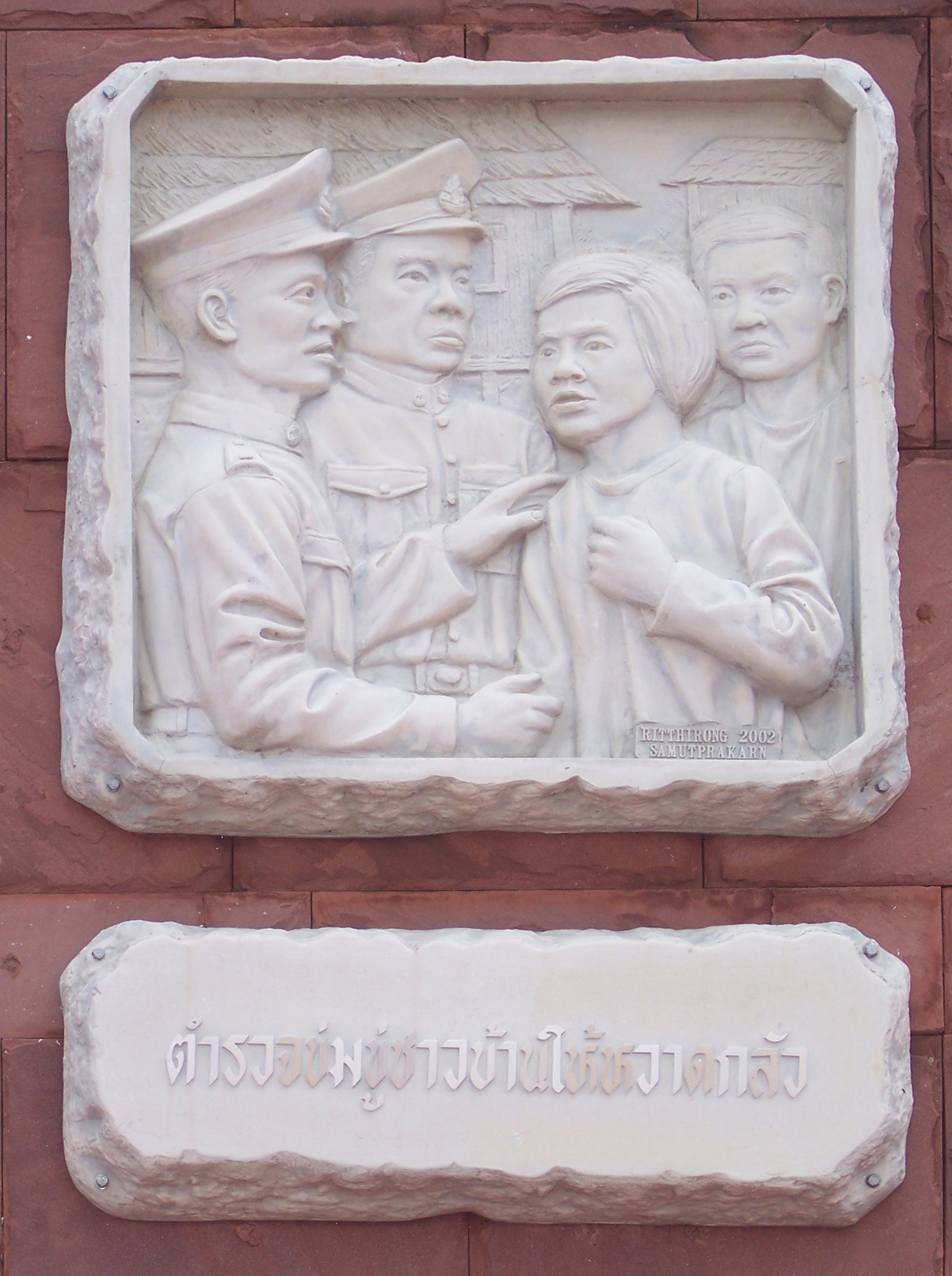
Vyobrazení thajských mučedníků vedených na smrt

## Seznam mučedníků
- Philip Siphong Onphitak – [ฟิลิป สีฟอง อ่อนพิทักษ์], katecheta (33 let)
- Agnes Phila – [อักแนส พิลา], členka kongregace Milovnic svatého Kříže (31 let)
- Lucia Khambang – [ลูซีอา คำบาง], členka kongregace Milovnic svatého Kříže (23 let)
- Agatha Phutta – [อากาทา พุดทา] (59 let)
- Cecilia Butsi – [เซซีลีอา บุดสี] (16 let)
- Bibiana Khampai – [บีบีอานา คำไพ] (15 let)
- Maria Phon – [มารีอา พร] (14 let)[2][5]

## Úcta
Dne 1. září 1988 podepsal papež sv. Jan Pavel II. dekret o jejich mučednictví. Blahořečeni pak byli tímtéž papežem dne 22. října 1989 v bazilice sv. Petra.
Jejich památka je připomínána 16. prosince.